# John Berkenhout

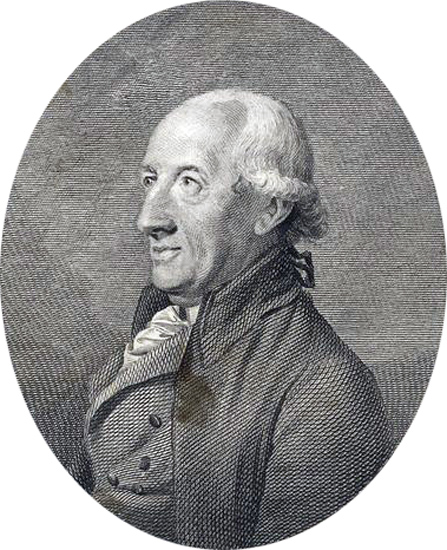
John Berkenhout

John Berkenhout (* 8. Juli 1726 oder 1730 auch 1731 in Yorkshire; † 3. April 1791) war ein niederländischstämmiger britischer Mediziner, Naturforscher und Schriftsteller.

## Leben und Wirken
Der Vater John Berkenhout sen. hatte sich mit seiner Frau Anne Kitchingman in Yorkshire niedergelassen. Der Sohn John Berkenhout ging zur Leeds Grammar School und diente in der preußischen und englischen Armee, bevor er sein Studium an den Universitäten von Edinburgh und Leyden abschließen konnte. Er promovierte 1765 in Medizin. Er publizierte das Werk Clavis Anglicat Linguae und weitere Arbeiten zur Naturkunde. Während des Amerikanischen Unabhängigkeitskriegs diente er als britischer Agent.
Berkenhout beschrieb als erster 1769 die Wanderratte (Mus rattus).

## Schriften (Auswahl)
- Clavis anglica linguae botanicae; or, a botanical lexicon; in which the terms of botany, particularly those occurring in the work of Linnaeus, and other modern writers, are applied, derived, explained, contrasted, and exemplified.
  - 1. Auflage, London 1764 (Digitalisat).
  - 2. Auflage, London 1789 (Digitalisat).
- Outlines of the natural history of Great Britain and Ireland, containing a systematic arrangement and concise description of all the animals, vegetables and fossiles which have hitherto been discovered in these kingdoms. 1. Auflage, 3 Bände, London 1769–1772 (Digitalisat).
- First lines of the theory and practice of philosophical chemistry. T. Cadell, London 1788.
- A volume of letters from Dr. Berkenhout to his son at the university. T. Cadell, London 1790 (Digitalisat).